# La Immaculada de Saverneda
La Immaculada de Saverneda és la capella de l'antic poble de Saverneda, pertanyent al terme municipal de Soriguera, a la comarca del Pallars Sobirà. Formava part del seu terme primigeni.
Són, de fet, dues capelles, una damunt de l'altra. La vella, ja en desús i desafectada, és a sota, i damunt seu es construí el temple nou. Estan situades a l'extrem meridional de l'antic poble.